# لا گرانادلا
لا گرانادلا (به اسپانیایی: Granadella) یک منطقهٔ مسکونی در اسپانیا است که در گاریگوس واقع شده‌است. لا گرانادلا ۸۸٫۷ کیلومتر مربع مساحت دارد ۵۲۸ متر بالاتر از سطح دریا واقع شده‌است.